# Pereskiopsis
Pereskiopsis es un género de cactus de la familia Cactaceae.
Comprende 30 especies descritas y de estas, solo 6 aceptadas.
Peireskiopsis Vaupel es una variante ortográfica.
Pereskiopsis no es un típico cacto, tiene grandes hojas verdes y crece como un arbusto. Solamente la presencia de areolas, usualmente con espinas y flores permite que se identifique con un cactus. Las flores se abren durante el día.

## Taxonomía
El género fue descrito por Britton & Rose y publicado en Smithsonian Miscellaneous Collections 50: 331. 1907. La especie tipo es: Opuntia brandegeei K. Schum. = Pereskiopsis porteri (Brandegee ex F.A.C.Weber) Britton & Rose
Etimología
Pereskiopsis: nombre genérico compuesto que deriva de las palabras griegas: "opsis" = similar y Pereskia un género de la familia.

## Especies aceptadas
A continuación se brinda un listado de las especies del género Pereskiopsis aceptadas hasta abril de 2015, ordenadas alfabéticamente. Para cada una se indica el nombre binomial seguido del autor, abreviado según las convenciones y usos.	
- Pereskiopsis aquosa (F.A.C.Weber) Britton & Rose
- Pereskiopsis blakeana J.G.Ortega
- Pereskiopsis diguetii (F.A.C.Weber) Britton & Rose
- Pereskiopsis kellermanii Rose
- Pereskiopsis porteri (Brandegee ex F.A.C.Weber) Britton & Rose
- Pereskiopsis rotundifolia (DC.) Britton & Rose